# 谷川浜
谷川浜（やがわはま、座標）は、静岡県賀茂郡南伊豆町妻良にある海岸。伊豆半島の南西部に位置し、妻良湾の外海（駿河湾）に面した海岸で、全長は約300 mである。夏になると妻良港（座標）から谷川浜まで渡船が運航され、海水浴・シュノーケリング客が渡船を利用して訪れる。所要時間は妻良港から渡船で約5分、もしくは約8分である。
伊豆を代表する海水浴場として知られる弓ヶ浜や「ヒリゾ浜」とともに、南伊豆町を代表する観光地の1つとされている。『静岡新聞』は2017年（平成29年）時点で、ヒリゾ浜と谷川浜を南伊豆の「2大秘境」として報じている。

## 地理

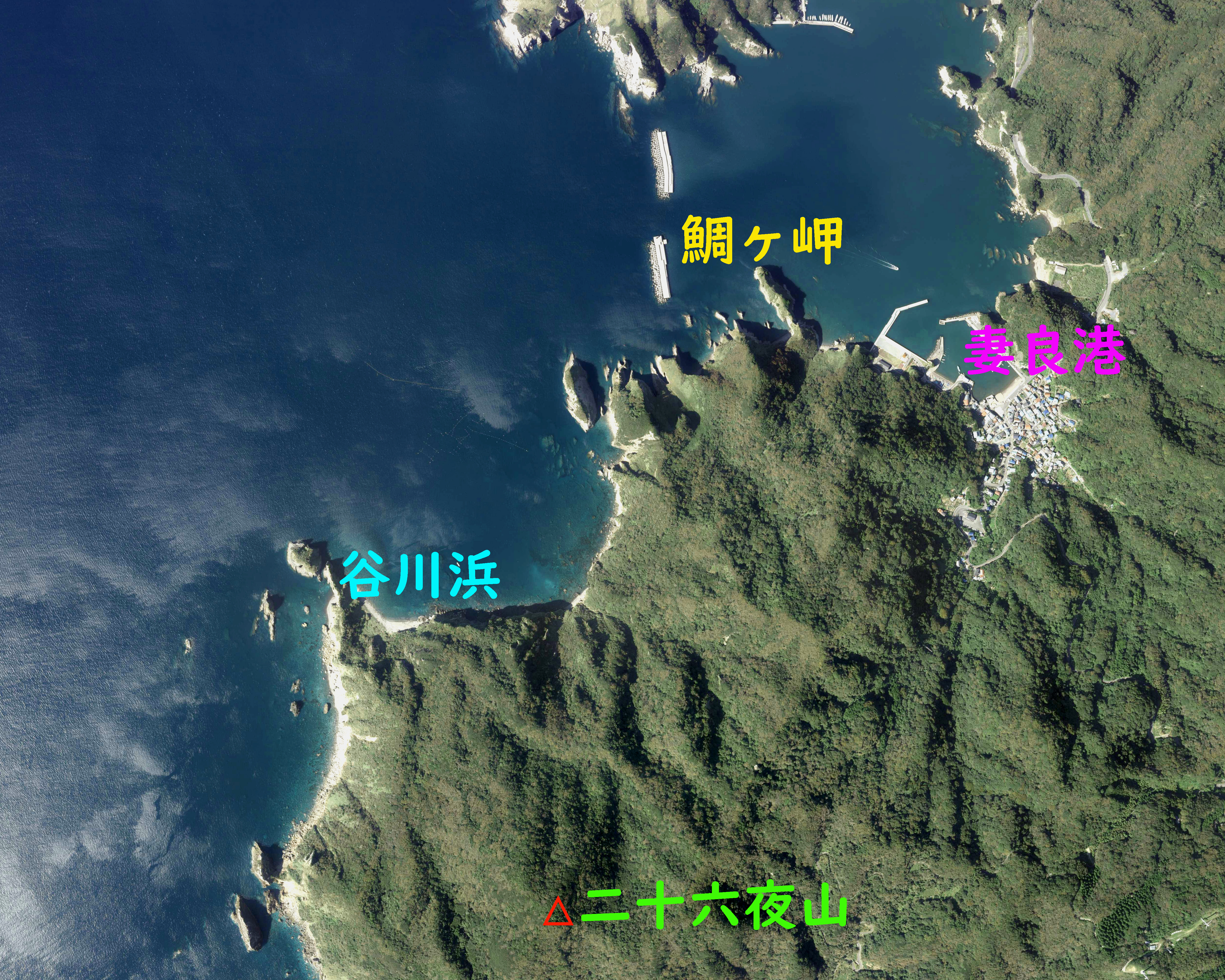
谷川浜周辺の空中写真。。2013年9月18日撮影の3枚を合成作成。

海岸はゴロタ石と砂浜でできている。伊豆西南海岸特有の石ころが多い浜であるが、2009年（平成21年）8月に伊豆半島を襲った台風で海底が洗われたことにより、砂浜が出現した。その後、2012年（平成24年）6月の台風の影響で浜の大半が砂浜になった。谷川浜を含む妻良から南西方向の海岸線は高さ100 mを超える岩壁が続き、海岸に降りる道もない。谷川浜も山に囲まれているため、渡船でしか立ち入ることができない。渡船が発着する桟橋付近は角張った水冷破砕溶岩が目立つ。谷川浜の南方には二十六夜山（標高310.4 m、座標）という山があり、この山も谷川浜と同じく、水冷破砕溶岩と貫入岩体でできた山であると考えられている。また妻良港から谷川浜へ渡船で向かう途中には「鯛ヶ岬」と呼ばれる岬（座標）があり、貫入岩体の柱状節理が見える。谷川浜の周辺は柱状節理の海岸になっており、磯釣りのポイントにもなっている。対岸にはジオサイトに指定されている子浦日和山や、波勝崎の海岸景観が見渡せる。
海水の透明度が高く、夏には最大で水深10 mまで覗き込むことができ、シュノーケリングで色とりどりの魚たちが海中を泳ぐ姿を観察できる。ほとんど手つかずの自然が残っており、その光景はプライベートビーチのようであると評されている。南伊豆町の西南海岸沿い（妻良から中木まで）には、約12 kmにわたる遊歩道「南伊豆歩道」が整備されているが、妻良の起点付近からは波勝崎や宇留井島とともに、谷川浜の海を眼下に見下ろすことができる。

## 歴史
谷川浜はかつて妻良湾に入ってくる魚を一網打尽するため、見張り台と漁網を載せる船を待機させていた場所だったが、2010年（平成22年）まで数十年間手つかずになっていたという。
2010年時点ではシュノーケリングの穴場として報じられていた。2015年（平成27年）以降、南伊豆町観光協会は谷川浜と同じく町内にあり、渡船でしか渡れない「秘境」として有名な「ヒリゾ浜」（同町中木）に次ぐ観光地として、谷川浜のPRを行っている。2012年時点では、谷川浜はヒリゾ浜と並ぶ「南伊豆の海の穴場」と言われていたが、ヒリゾ浜に観光客が集中する傾向にあり、谷川浜の渡船業者は1軒のみだった。2014年（平成26年）夏までは谷川浜を訪れる観光客は例年約2,000人程度で、2013年（平成25年）時点で30,000人以上が訪れていたヒリゾ浜とは大きな差があったが、町観光協会はヒリゾ浜の混雑を受けて「広く南伊豆の浜をPRしていきたい」との理由から、谷川浜を「第二のヒリゾ」と位置づけてPRを行うようになった。ヒリゾ浜は景観維持の観点からトイレを設置しなかったり、バーベキューを禁止したりといった制限を設けている一方、谷川浜の渡船業者はヒリゾ浜との差別化で集客を図るため、簡易トイレの設置、バーベキューの解禁、土日に船からサザエを海に撒くなどの試みを行っている。また2016年（平成28年）以降は遊泳客の危険回避や密漁防止のため、浜から約100 m沖にブイを設置したり、監視船を配置したりしている。
2015年夏は2013年に比べ、谷川浜を訪れる観光客が約8割増加したという。